# Mrčić
Mrčić (em cirílico: Мрчић) é uma vila da Sérvia localizada no município de Valjevo, pertencente ao distrito de Kolubara. A sua população era de 177 habitantes segundo o censo de 2011.

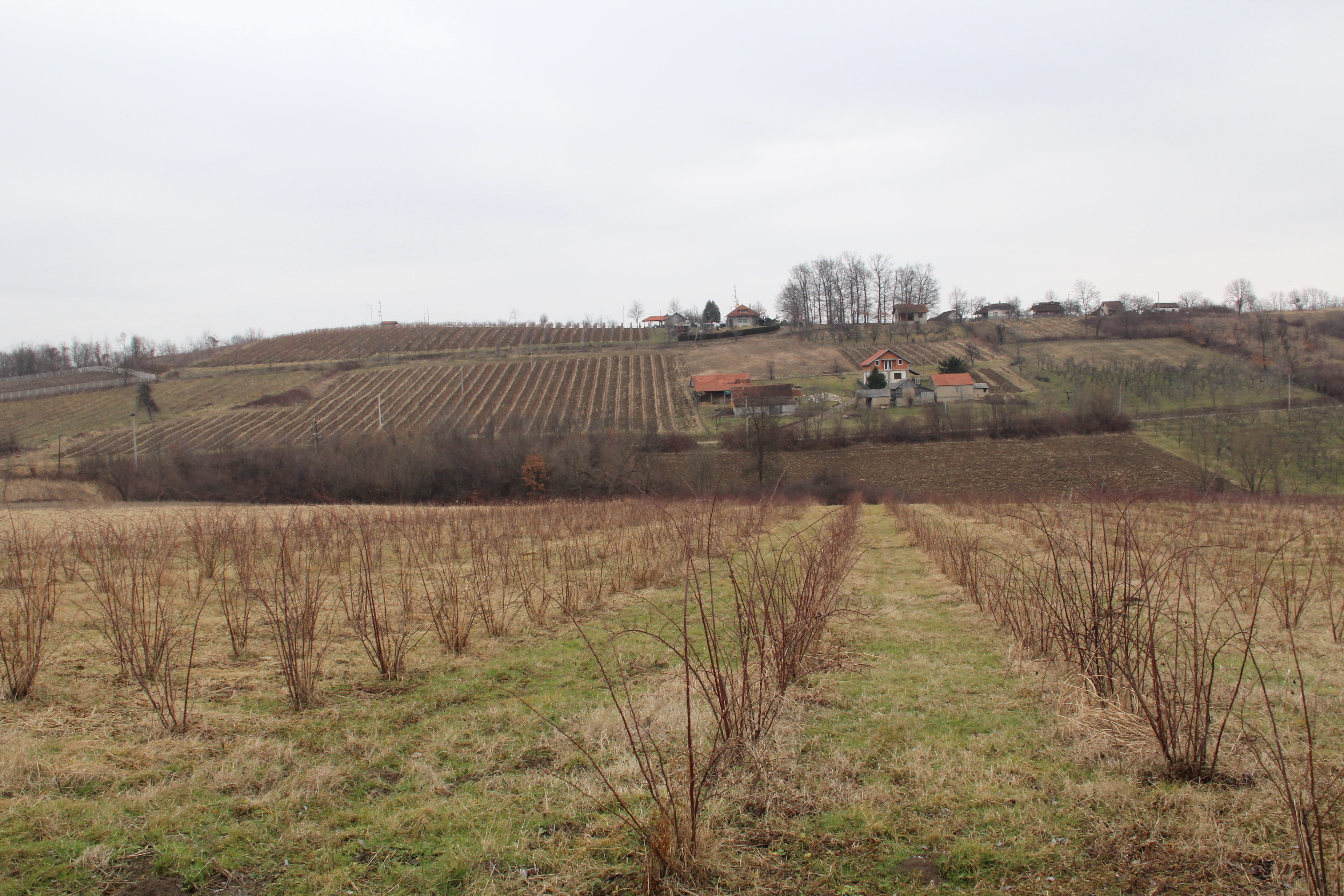
Vila Mrcic - panorama
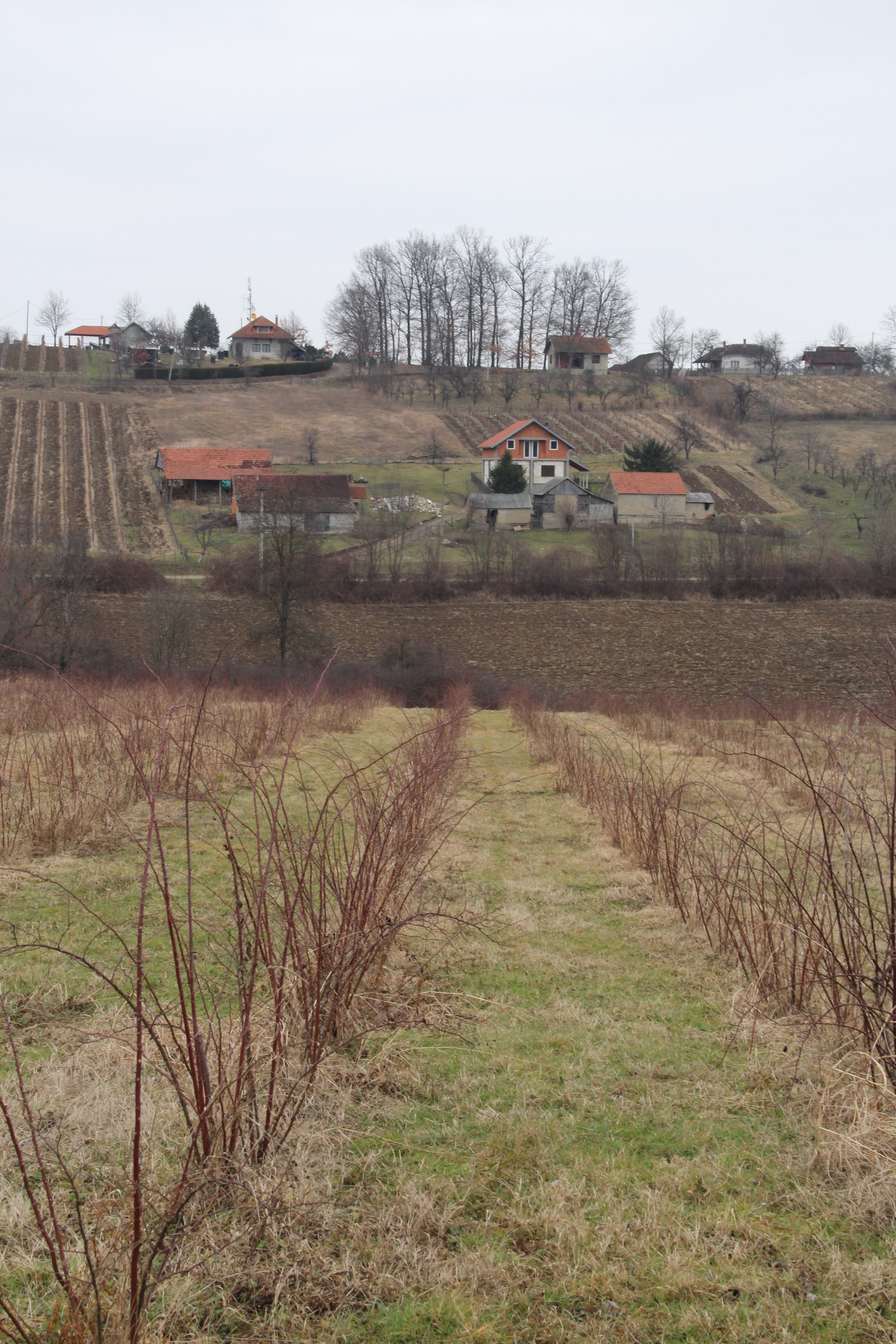
Vila Mrcic - panorama
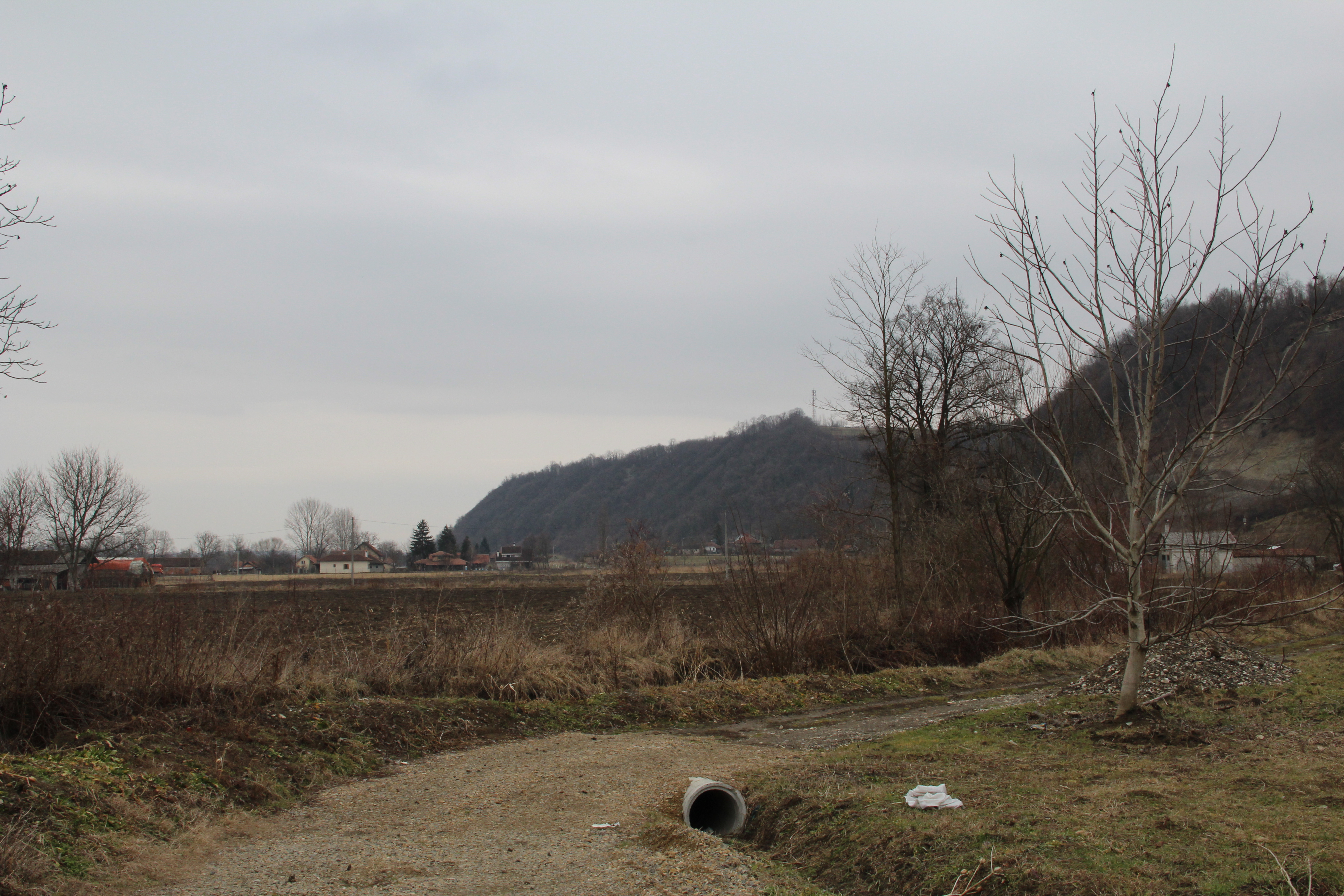
Vila Mrcice - panorama
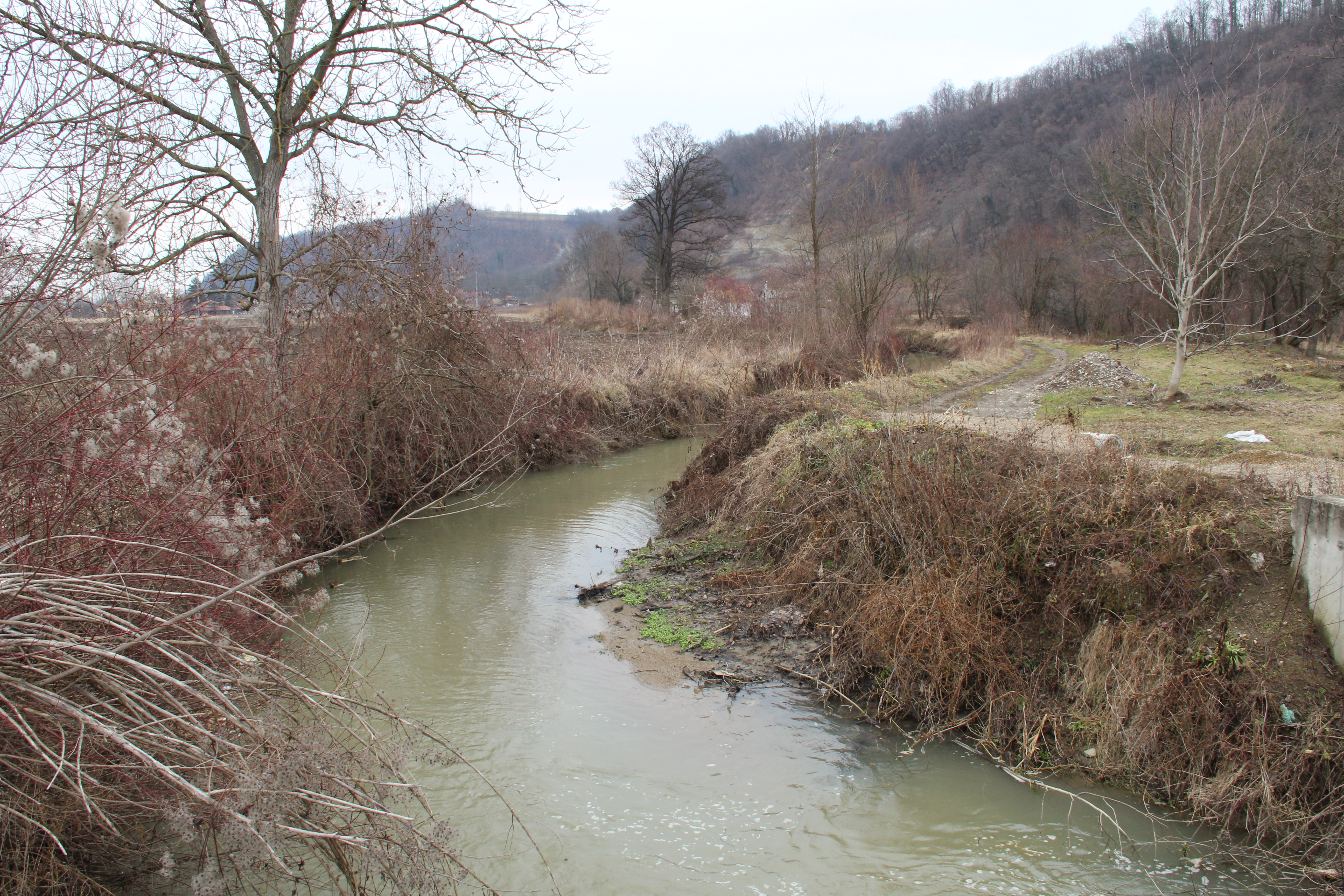
Vila Mrcic - panorama - river Banja
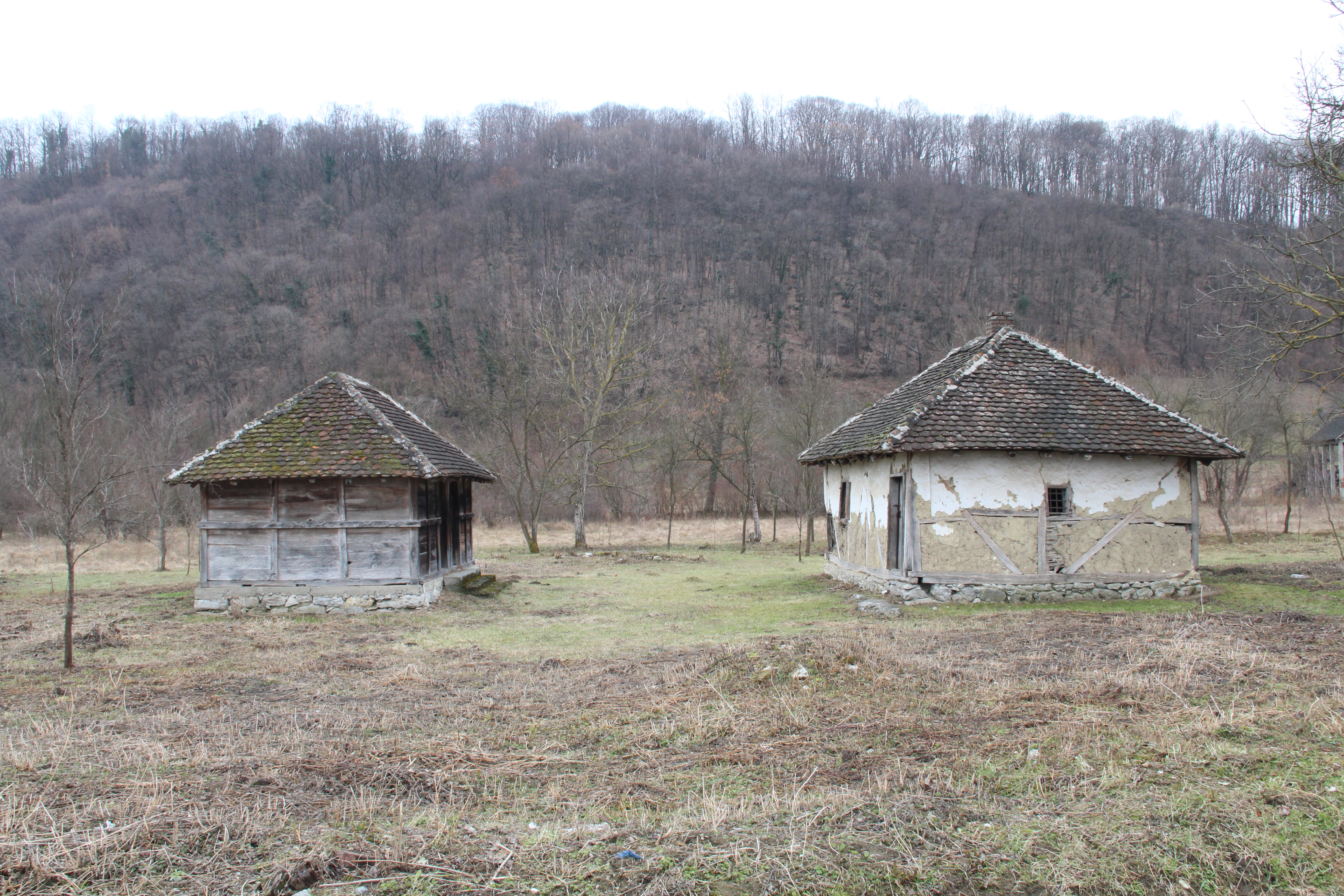
Vila Mrcic - casa rural velha
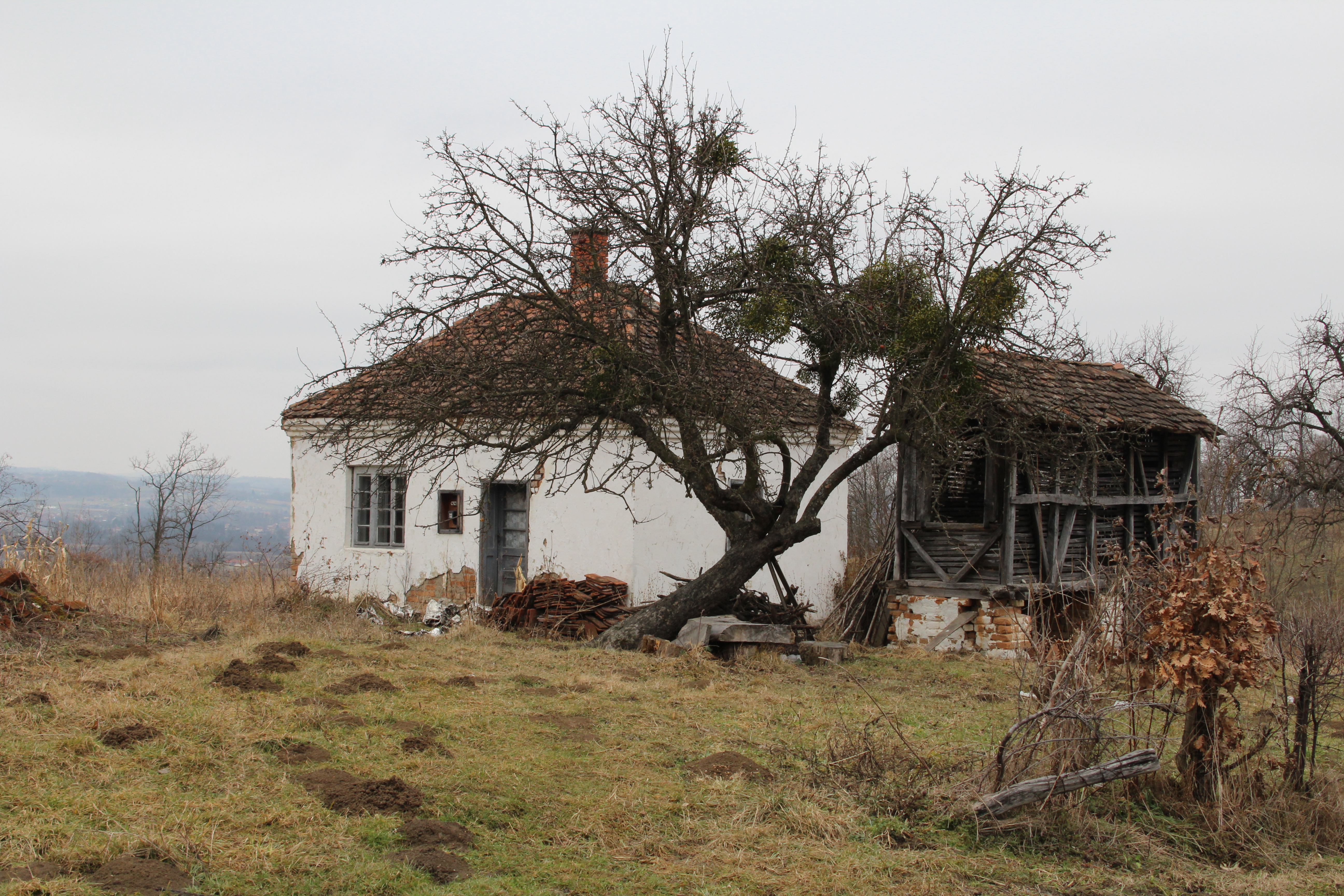
Vila Mrcic - casa rural velha
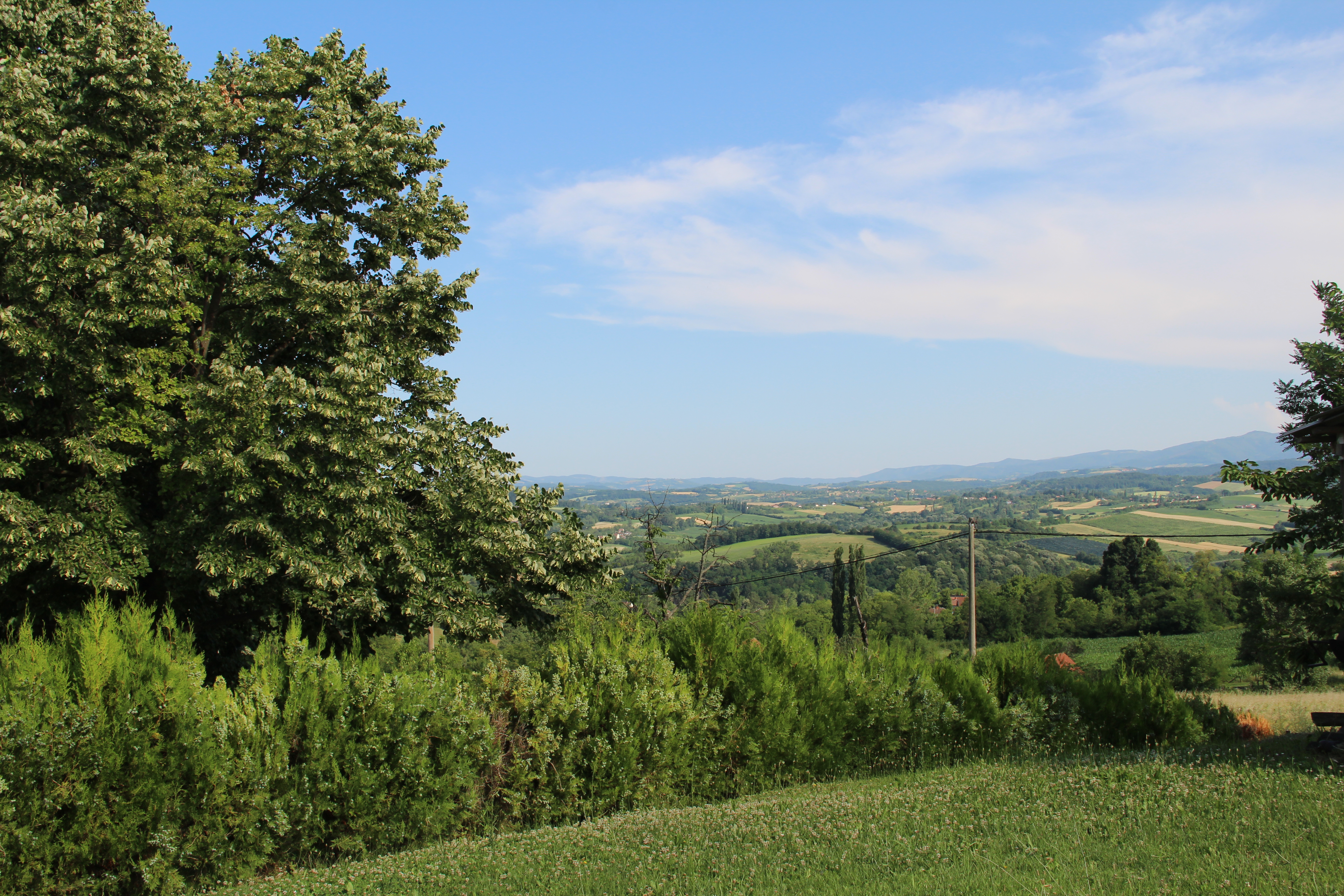
Mrcic - panorama
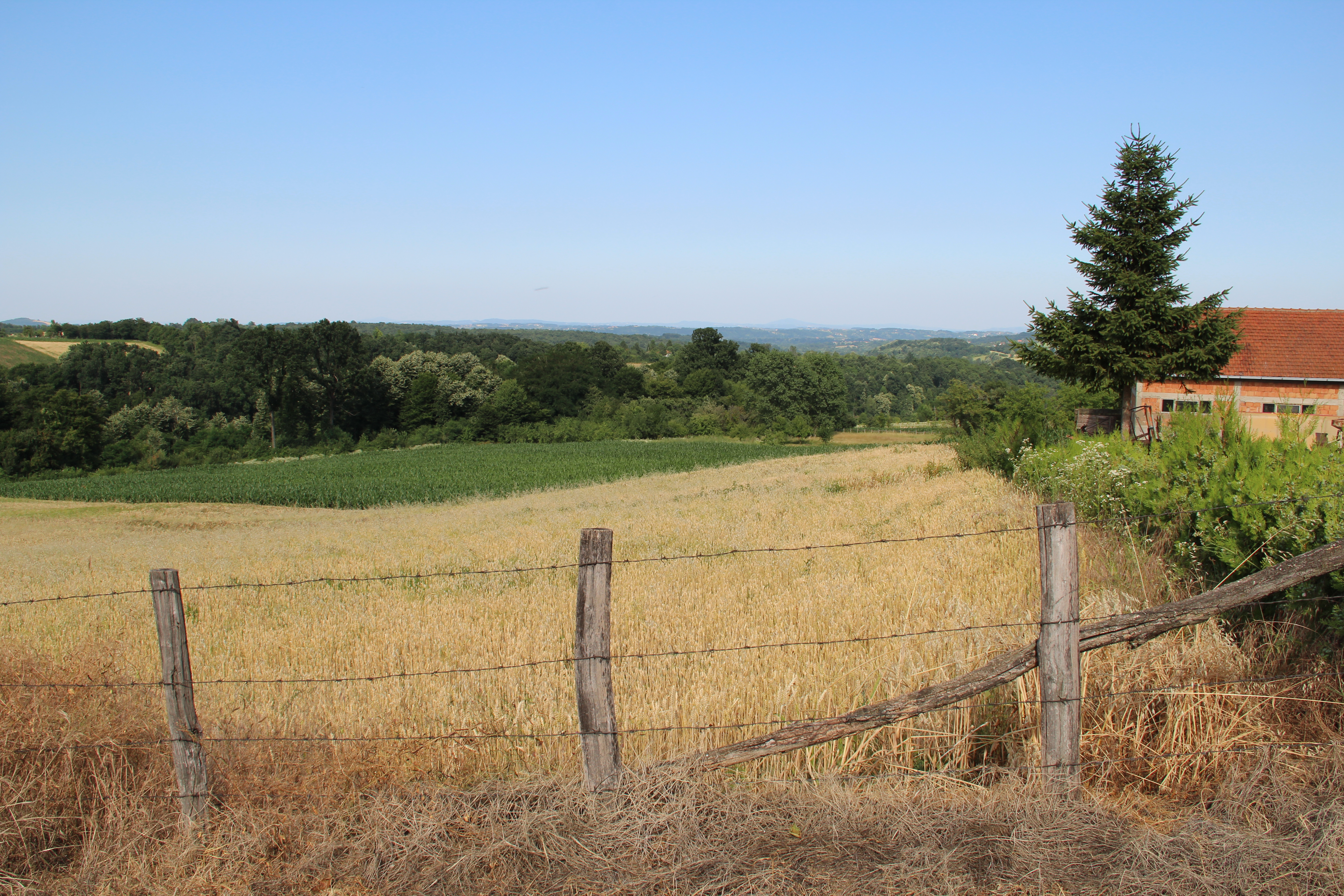
Mrcic - panorama
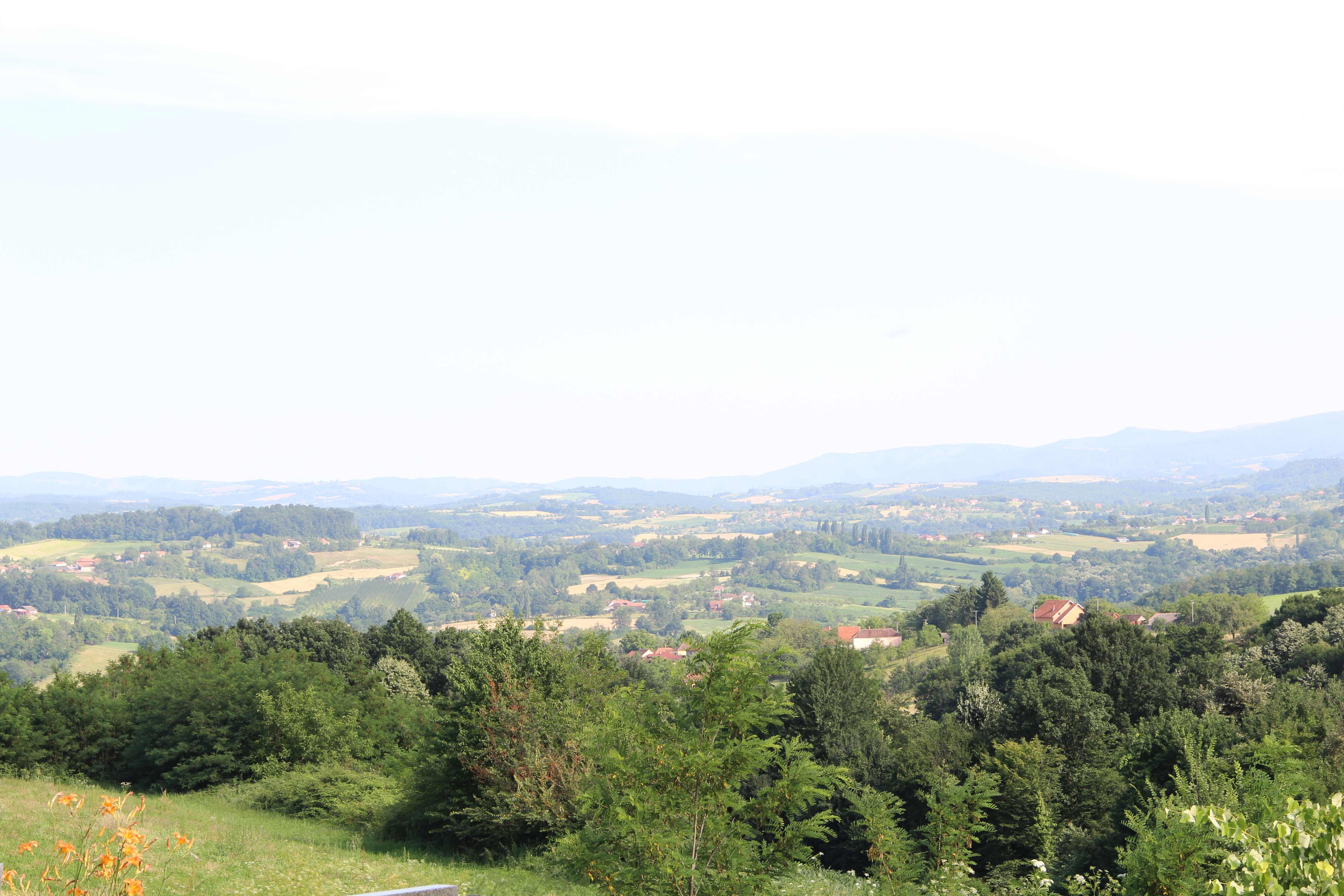
Mrcic - panorama
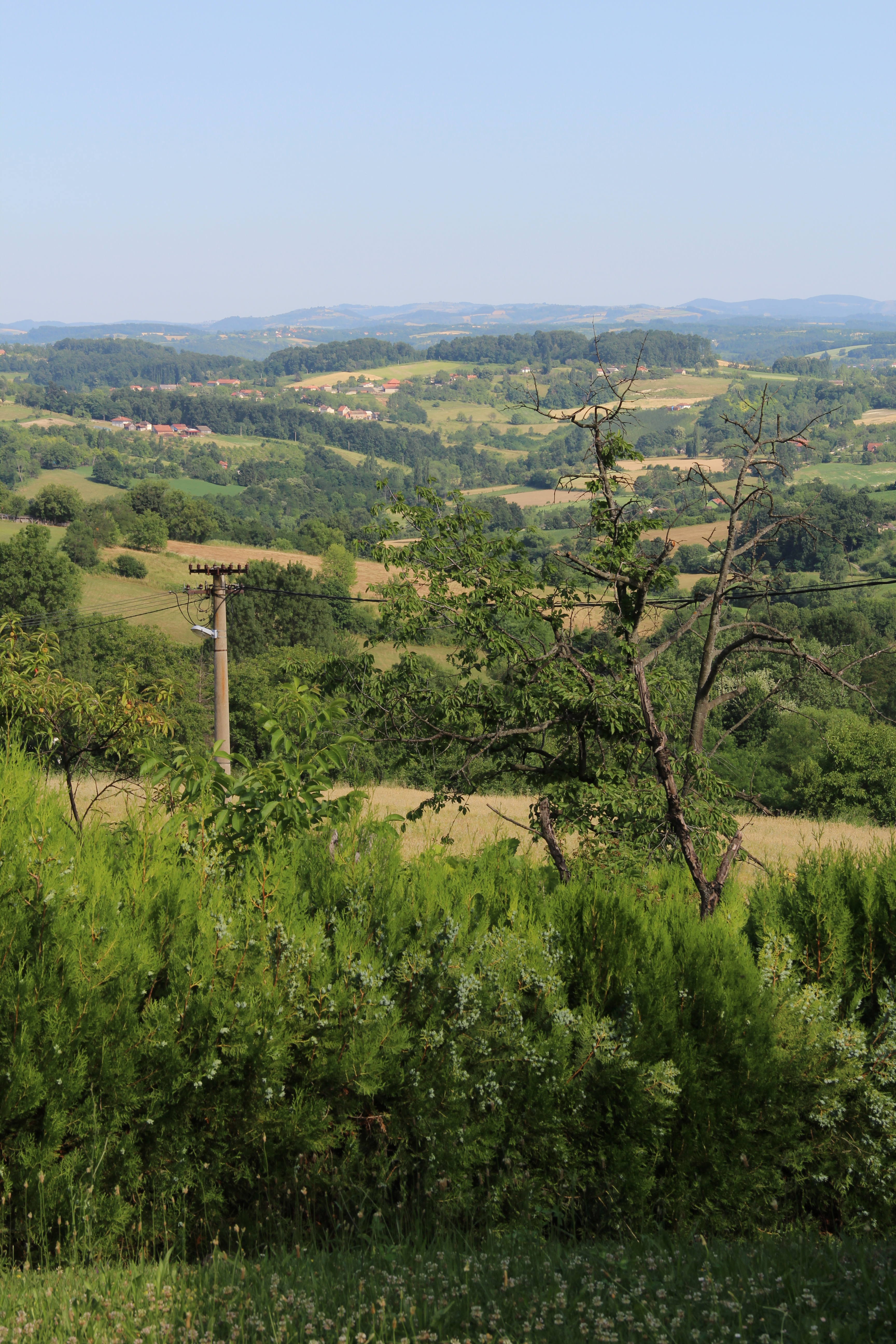
Mrcic - panorama
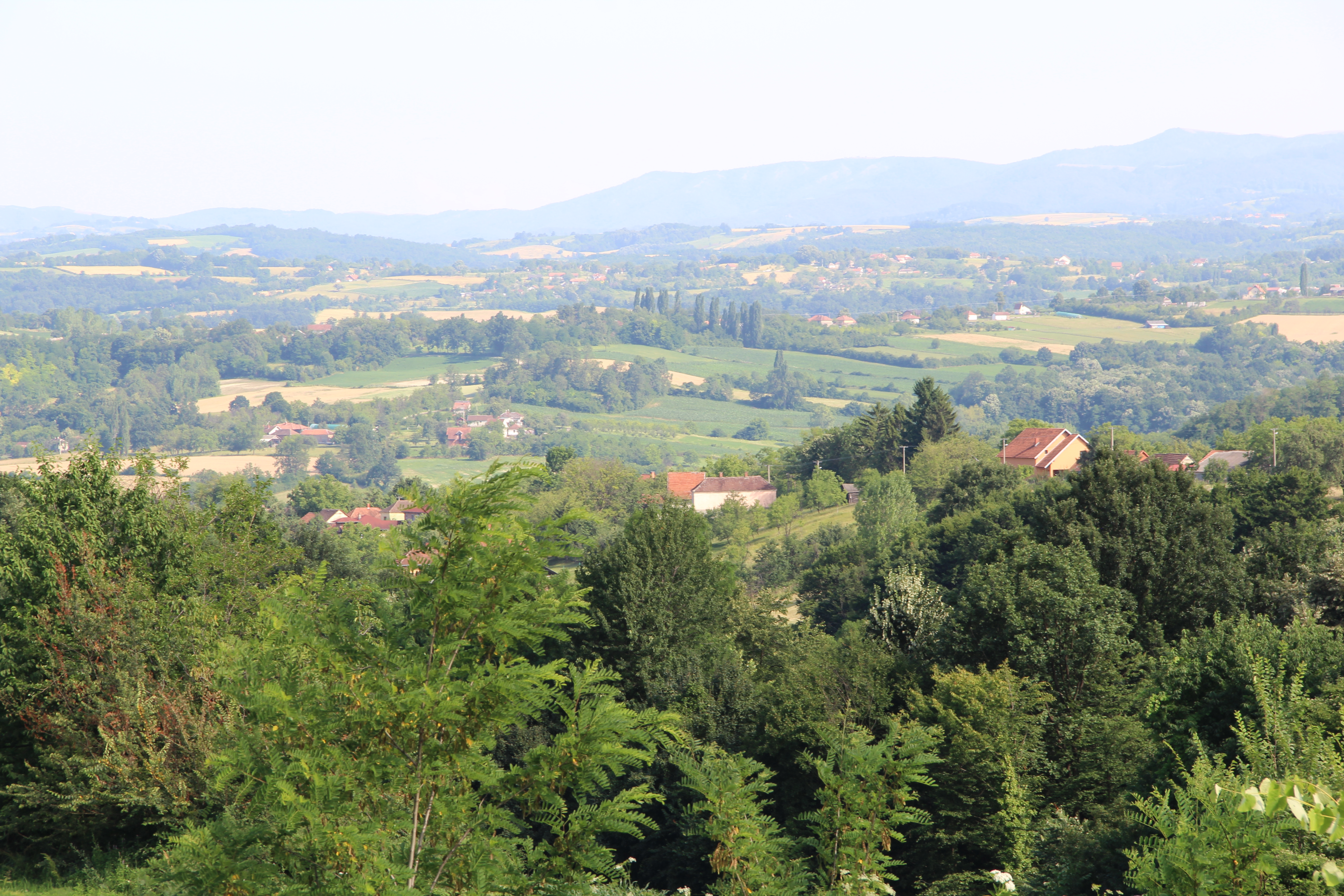
Mrcic - panorama

## Demografia
| 1948 | 1953 | 1961 | 1971 | 1981 | 1991 | 2002 | 2011 |
| ---- | ---- | ---- | ---- | ---- | ---- | ---- | ---- |
| 349  | 353  | 339  | 285  | 236  | 201  | 192  | 177  |